# 南长翼蝠
南长翼蝠（学名：Miniopterus pusillus）为蝙蝠科长翼蝠属的动物。分布于孟加拉国， 不丹， 印度， 印度尼西亚， 老挝， 马来西亚， 尼泊尔， 菲律宾， 泰国，越南和中国大陆，海南、香港等地，多生活于岩洞。该物种的模式产地在印度。